# Erikson Llanes
Erikson Raúl Llanes Lira (Monterrey, Nuevo León, México, 5 de septiembre de 1994) es un futbolista mexicano que nunca pudo despegar en su carrera y que actualmente juega como centrocampista en el futbol amateur en deportes Shop del kalcho. 

## Clubes
| Club              | País   | Año             |
| ----------------- | ------ | --------------- |
| Monterrey         | México | 2013 - 2015     |
| FC Juárez         | México | 2015 - 2016     |
| Monterrey Premier | México | 2017 - Presente |